# 大分 (花蓮縣)
23°22′29″N 121°05′52″E / 23.374762°N 121.097834°E
大分，臺灣地名，舊名打訓（布農語：Dahun、Tahun），又稱莫庫拉蕃（布農語：Baungzavan、Maungzavan），位於花蓮縣卓溪鄉卓清村之西境山區，即中央山脈東側之玉山國家公園核心地區，地處河岸階地，緊鄰闊闊斯溪。大分原是鄒族人的活動領域，後來成為布農族人的移居地，其間日治時期因八通關越嶺道的興建，到最後的集團移住，使布農族人全已遷居山下。1980年代新中橫公路計畫預定經過大分，玉山國家公園的設立與環境影響評估後，才保留住大分的文史遺蹟與自然環境。
自從臺灣黑熊研究小組在大分設立研究工作站，大分山區已成為研究青剛櫟與臺灣黑熊的根據地，這裡留下許多野生動物的足跡，有發現到啃碎的果實、樹幹的爪痕、折斷的樹枝、地上的排遺。由於地處深山，交通仰賴臺30線到瓦拉米步道口，再沿八通關越嶺道到大分則距離約40公里，得耗費3天時間徒步才能抵達。因大分是屬於玉山國家公園入山管制區，必須先申請入山證才能進入，使大分山區受到玉山國家公園的保護。除登山人士與研究人員會在大分活動外，大致仍保留當地的自然景觀與生態資源。

## 名稱更迭
大分源自布農語「tahun」，意指冒出蒸氣、有水蒸氣的地方，故以河畔的溫泉為名。根據《八二粁一四五米》記載大分的地名，其意源自布農語「dahun」，由水蒸氣音譯而來，係因拉庫拉庫溪的河床有溫泉露頭，故有水蒸氣冒出之緣故而得名。自清代統治以來，大分便一直被寫成閩南語漢字「打訓」，至日本統治臺灣之初，仍沿襲清代寫法，之後才改稱日語。
布農族人以地形為社名，其地形呈階梯般層層而上的平原，故取自布農語「bukzav」意指平原、平台，「bukzavan」意指有平原、平台的地方，詞彙唸順後而成「Baungzavan」或「Maungzavan」，即今大分地區。Baungzavan分成兩義：狹義指分佈於高山平台間的家戶群——Baungzavan社；廣義指包括周邊鄰近小社，也就是指Tatahun、Wavanu、Saiku、Tusiuy/Isisizu、Baungzavan等小社的總稱。根據《八二粁一四五米》記載大分的地名，大分地區因微地形呈階梯般的多層平台構成而取名為「mannavan」，日語則音譯為，中文則音譯為「夢那邦」、「莫庫拉蕃」。
根據趙聰義對拉庫拉庫溪流域的地名研究，「dahun」是巒社群的稱法，dahun經由重疊構詞，將第一個音節da重疊，則變成「dadahun」，意指很多水蒸氣；「Baungzavan」是郡社群的說法，是由「baungzav」詞根加上an演變而來，baungzav意指平台。Baungzavan是日治時期被翻譯成「莫谷拉番」，之後又被音變而稱為「Mungzavan」。「打訓」是臺語發音，就是由dahun轉變而來，之後又變成「大分」。日本官方為方便記音，以維持當地部落名字原本的唸法，都採用片假名標示駐在所的名字，如大分則寫成。
1960年代，臺灣登山岳界為將山峰取名，將本名尖山改稱「達芬尖山」，以區別其它也同名為尖山的山峰，其名取自附近的布農族地名「dahun」，位在南方的「塔芬山」亦是以此命名。在大分附近還有一座海拔2,204公尺的打訓山，以及在西方有一座海拔2,780公尺的大分山，和一座海拔3,056公尺的大分富士山，也全都是以此命名，其中打訓山又稱拉古拉山。

## 歷史

### 日治以前
當布農族尚未遷徙至此之前，拉庫拉庫溪流域原是鄒族的活動領域，直到勢力範圍觸及於此，且勢力逐漸高過鄒族之後，已成為布農族日後遷居的目標。約於17世紀末至18世紀初，巒社群（Takbanuaz群）約與丹社群（Takivatan群）同時遷向臺灣東部建立部落，其中Palalavi氏族雖為郡社群，但交易、婚姻、協防等關係相當密切，因此與此時期也同巒社群一起遷至臺灣東部。Palalavi氏族首先是來到大分地區，後來才移往清水溪中下游各處生活，如今古風、崙天、清水等地。約於18世紀中葉，郡社群（Isbukun群）開始自郡大溪流域分批遷往大分地區，然後再遷往新武呂溪、大崙溪、荖濃溪上游，最遠遷至內本鹿地區。從祖聚居地Maiasang東遷、南遷的郡社群的族人，幾乎都曾在大分地區短暫停留或居住過。直到19世紀末，最晚移入大分地區可能為來自Ivahu社的Takistalan氏族。

### 日治時期
日本政府統治臺灣後，先由陸軍步兵中尉長野義虎進行地理探險，之後陸續由鳥居龍藏、森丑之助、安井萬吉等人為學術研究而前來拉庫拉庫溪流域調查。據林一宏的考證，拉庫拉庫溪流域最早於1909年12月5日開始出現駐在所，在異祿閣、中社、阿桑來戛等三處設置，大分則直到1911年2月17日與那那托克、馬西桑同時設置，日本的官方勢力自此開始便進入到大分。
1915年2月13日上午6時，大分駐在所警手大脇為一郎與梠興治兩人正在交班，突遭遇襲，大脇為一郎中槍身亡，所內警員緊急應戰，大分社頭目Aziman Sikin急奔趕來，並喝令停止射擊，參戰族人撤回社內。同年5月17日凌晨5時，大分駐在所遇襲，田崎強四郎等9名警員皆下落不明。由於在1915年間遭受布農族人在喀西帕南、小川、大分、阿桑來戛等地發動襲擊，使花蓮港廳下令裁撤拉庫拉庫溪流域等5座的駐在所，採取隔絕政策將布農族人阻絕於山區之內。
1918年，臺灣總督府決定興建一條貫通布農族各社的警備道路，以加強監視山區蕃情，藉此壓制一連串反抗勢力。1919年6月10日，八通關越嶺道工程分成東、西兩段施工，東段計畫沿拉庫拉庫溪南岸興建，並分成第一期、第二期施工。大分位居第二期工程的路段上，施工範圍自伊霍霍爾溪至大水窟止，於1920年5月10日動工，並於12月2日設置新康、十三里、哈哈比、大分、拉古拉、塔達芬、意西拉、托馬斯、米亞桑和大水窟等10座駐在所以及一處華巴諾警戒所。八通關越嶺道東段工程於1921年1月22日全部完工。
臺灣總督府有鑑於拉庫拉庫溪及新武呂溪之布農族人此起彼落地接連襲擊，故於1921年間自臺北調派100名支援警力，並請軍隊增援南下至玉里組成分遣隊，於5月22日抵達大分。翌日下午1時，以「罪大惡極」為由開始對Tusiu社展開炮擊。該年6月17日凌晨5時半，宮崎中隊長率特遣中隊前來支援，並與大分方面之搜索隊會合，一起朝向Tusiu社行進，自上午10時至下午6時20止，Tusiu社的耕地盡數摧毀，其屋舍則任由火燒悉數盡燬，並沒收兩把槍械。翌日凌晨2時，被羈押在大分駐在所的Tusiu社人意圖脫逃，全數遭到射殺。
1920年至1944年之間，在大分設有酒保，以供日常所需之販售。1922年10月25日，在大分設置蕃童教育所。1923年5月10日，在大分設置尋常高等小學校，以供日本學子就讀。1930年代之後，蕃情穩定，較少有原注民抗日事件發生，臺灣的登山活動因此盛行，夏季會有許多中學生、女學生組成登山隊借道攀登新高山（今玉山），因此在大分武德殿都會出現學生借宿。
1930年，花蓮港廳將監視區所轄各駐在所改正，總共有19座駐在所劃設為第五監視區，分別是桃林、蕨、綠、多多訓、山陰、十里、石洞、抱崖、沙墩、新崗、 十三里、魯崙、哈哈比、華巴諾、賽珂、大分、轆轆、土葛、打打訓。1933年，為有效治理蕃地，以便管理山區的原住民，臺灣總督府實行「集團移住」政策，將原住民們全面地從山區遷移下山居住。1934年起，由大分社頭目之子Aziman與Tahai一起陪同日本官方下山探勘新居地，原本移住地點在Nangala（今長良），但被布農族人認為不吉利而拒絕，後來選擇秀巒做為下山的新居地。自此開始，一直到1935年止，陸續自Masisan、Lamungan、Izukan本社遷出的Isnankuan、Tansikian、Istasipal三個氏族，則分別皆沿八通關越嶺道而下山遷徙至秀巒居住。
由於集團移住政策的實行，山區原住民人數大幅減少，1934年起開始裁撤蕃童教育所、療養所。1939年，花蓮港廳再次將監視區所轄各駐在所改正，範圍涵蓋哈哈比、大分、華巴諾、賽珂、轆轆、土葛等6座駐在所都劃設為大分監視區，並裁撤打打訓駐在所。1940年起，日本政府為因應戰爭需要，使臺灣的財政吃緊，駐在所的警力開始精簡，使就讀的日本學子減少，直到1943年才將大分尋常高等小學校關閉。1944年，包括大分駐在所在內，將八通關越嶺道沿線的駐在所全數裁撤。

### 戰後至今
國民政府接收臺灣後，林務局為林業工作的需要，利用大分舊有的建築物做為護管所，亦有布農人返回大分原居地，利用警官宿舍、養蠶室做為居住的房舍。
1977年9月，行政院提出新中部橫貫公路計畫，規劃嘉義玉山線、水里玉山線、玉里玉山線等三條路線，其中玉里玉山線將計畫沿八通關古道闢建，此舉引發國家公園的設立討論。1981年8月，玉里玉山線動工興建。1985年4月，以玉山為中心，包括大分在內，將花蓮縣、南投縣、嘉義縣、高雄縣（今高雄市）劃入玉山國家公園範圍，並成立玉山國家公園管理處。1986年4月，行政院依據環境影響評估的結果，認為對生態保育與自然面貌的維護有不良影響，決議放棄玉里玉山線興建計畫。1991年1月1日，玉里玉山線通車，其路段自玉里僅到瓦拉米步道口便終止。
1992年，一場不明原因的引發的大火燒燬大分駐在所，災後殘存鋼筋水泥造彈藥倉庫，以及一些鐵皮、木材等建材，並留下一些酒瓶、藥罐等器物。1998年，臺灣黑熊研究小組在大分設立研究站。1999年2月，稻垣啟二自日本遠赴臺灣，乘坐直昇機抵達大分，探望兒時記憶的故鄉。2000年，玉山國家公園管理處在大分駐在所原址上興建一座山屋，並兼具研究功能做設計規劃的研究站，也將周邊腹地空置出直昇機起降場，使大分山屋成為多用途的建築物。
2008年4月，《MIT台灣誌》遠赴日本名古屋探訪稻垣啟二。稻垣啟二憑藉12年生活記憶，從他的口述透過林茂生翻譯得知，稻垣啟二5歲便全家搬遷到臺灣大分，因父親是日本警察，在大分駐在所擔任駐守工作，因此自己在這裡就讀小學校，其弟妹也都在這出生，而大分駐在所位居八通關越嶺道東段之中心點，因此規模最大，為主要的監督駐在所。

## 地理

### 氣候、地形
大分是自2007年10月開始設置氣象觀測站。根據2007年11月～2008年10月觀測資料顯示，大分的年降水量累積889mm，年均溫16.9±3.5℃，月均溫以6月至8月最高，氣溫約21℃，12月至翌年2月為最低，氣溫11℃～13℃，月平均相對濕度82%～93%，年平均相對濕度86.6±3.1%。
大分位於中央山脈東麓，呈河岸階地之地形緊鄰闊闊斯溪，共有六階：第一階海拔1,275公尺，階高約65公尺；第二階1260海拔公尺，階高約50公尺；第三階海拔1,255公尺，階高約45公尺；第四階海拔1,235公尺，階高約25公尺；第五階海拔1,230公尺，階高約20公尺；第六階海拔1220公尺，階高約10公尺。其中，原住民舊部落居住在海拔約1,300公尺至海拔1,970公尺之地區，而大分駐在所則設立於海拔1,320公尺的平台上。在大分對岸之基庫拉蕃溪留有切割沖積扇，其扇面位於合流處，因切割甚驟，大半扇面已被侵蝕無幾，僅留小片扇側。在大分與拉古拉之間有一道三疊的瀑布，距離大分北方約25分鐘的步程，林一宏在《八二粁一四五米》書中是記載「大分瀑布」。
自闊闊斯溪海拔約1,100公尺至大分山約2,000公尺止，整個大分地區全屬玉山國家公園管轄。其流路由闊闊斯溪呈峽谷地形，自上游循溪谷流貫全境，最後於拉古拉山東側與西北方之塔達芬溪合流後，注入拉庫拉庫溪向東而流，其境內各支流皆為拉庫拉庫溪流域，沿途有大分溫泉(拉庫拉庫溫泉)。其中合流處自日治時期就已存在侵蝕現象，原本數段的崩壁一直到2003年李國玄拍攝為止，已有部分崩壁連成，並持續著向西侵蝕，造成兩溪合流處位置是一直朝西改變，形成土葛崩壁，又或稱塔達芬崩壁。

### 地質、災害
根據王鑫在1984年完成的地質調查，認為沙沙拉比至伊霍霍爾溪一帶是屬於塔峯層，其岩性是以千枚岩、板岩、變質砂岩為主，與新高層的岩性無明顯區別，並推測層位可能在新高層之下，但無法確定塔峯層是否為中生代白堊紀之地層。1984年也是正值新中橫公路開闢時期，顏滄波等人為此完成對玉里玉山線的地質調查，在塔峯一帶恰為M/E層、E層之分界，這裡發現有礫岩層，每顆礫石約1公尺以上，多呈角礫狀或亞角礫狀，種類有砂岩、板岩、石灰岩、玄武岩等，以長石、石英、鐵礦、方解石、絹雲石等充填物構成。M/E層位於塔峯以東一直到新看，其地質全屬塔峯層，其中在哈哈比至塔峯之間岩性是以板岩為主，並間夾砂岩，厚度約2500公尺，並發現下部存在著礫岩層以不整合接觸，此現象可能與太平運動有關，其上部地層則含有黃鐵礦化的箭石（Belemnites）樣化石；E層位於塔峯以西一直到躑躅，其地質是為新高層，其中以塔峯至米亞山之間的岩性與躑躅至八通關之路段則頗為相似，也是以板岩為主之岩性，偶夾薄砂岩，在塔峯一帶則厚度約2000公尺以下，並受到褶曲作用，一直向西至塔塔加鞍部都有重覆出現E層，除發現許多中小型褶曲與斷層外，其餘未有發現不整合現象。
玉山國家公園管理處對園區內的地質調查報告中，則是採用「畢祿山層」名詞，該名詞為何春蓀著作《臺灣地質概論》對原來的新高層取代的新命名，其分布西起南營地，向東涵蓋至抱崖，大分與周邊地區全屬於此一地層，是以板岩、千枚岩、變質砂岩構成的地質區，其餘仍主要沿用1984年王鑫的地質調查報告。但根據何春蓀對於畢祿山層的記載，其岩性是以板岩與千枚岩為主，在變質的泥質岩層之中則夾有厚層的變質砂岩，這些變質砂岩有的是石灰質砂岩，有的是長石質砂岩，粒度從粗粒至細粒的都有。
中華顧問工程司曾對新中橫公路卓麓大分段進行環境影響評估，大分的地層全屬順向坡，且在西側有一條闊闊斯溪支流，新中橫公路預定會沿著溪谷地形折繞經過，這裡路段的地質並不穩定，在編號第28、29、30號分佈於其支流二岸，尤以第30號分佈範圍最大，位於60.2K～～62.5K，此路段距離大分最近，預估為興建新中橫公路而將邊坡的土方挖開，可能在未來完工通車後，裸露的地層造成對公路有著土壤沖蝕、崩坍、落石等多種災害，特別對於坡度陡峭之路段易受地震、大雨的影響為之加劇，使得必須經常對公路投入大量的養護成本。

## 史蹟

### 八通關越嶺道
八通關越嶺道西起東埔，東迄璞石閣（今玉里），工程分東段、西段進行，其中東段全長82公里145公尺，平均路寬1.2公尺至1.8公尺之間，高度由海拔140公尺向西上升至3,280公尺，全線完工後命名「八通關越道路」。八通關越嶺道東段在過大分吊橋後，即進入到大分地區，距離不遠處即能見到一座殉職者之碑，此地在日治時期曾建有木造的小亭子供奉地藏王菩薩，其神像是以石頭打造而成，這裡被稱為「大分玄關」，大分任何迎送皆在此舉行儀式。再往前行來到大分第二階平台，隱藏在樹林之中的「大分事件紀念碑」由殉難諸士之碑、納靈之碑這兩座組成，位於學校平台下方約6公尺處，在周圍有石砌的圍牆，形成方形的基地，基地正中央是殉難諸士之碑，以魏體書寫碑文，左後方則為納靈之碑，以草體書寫碑文，兩碑皆為石碑，是為悼祭因大分事件而殉職的警察亡魂所興建。

### 大分駐在所
大分駐在所一共前後設置二次：第一次設置於第二階平台之上，約在大分事件紀念碑附近位置；第二次設置於第四階平台之上，該平台又以每層3公尺高度構築出3層，其中駐在所則位居下層。下層設有駐在所辦公屋舍、蕃產交易所、被服倉庫、酒保等建築物；中層設有警察俱樂部、警手宿舍、三併官舍、雙併官舍、豆腐小屋、木工作坊、貯水槽等建築物；上層設有武德殿、軍械彈藥庫以及高階警官用的獨棟官舍等建築物。

### 小學校、教育所
第三階平台佔地寬廣，長約150公尺以上，縱深60公尺以上，與上方的駐在所平台落差約50公尺。這裡是設置大分尋常高等小學校、大分甲種蕃童教育所、教職員官舍、公醫診所等建築物，其中小學校與教育所以石牆隔開，兩校皆由警察任教職員，其居住的官舍則在兩校之間。
大分甲種蕃童教育所是原住民就讀的學校，其位置是相對於大分尋常高等小學校之北邊，採木造建築，大門有破風，前面還有簷廊，而且教室的窗戶皆為玻璃窗，可使光線照入室內。大分尋常高等小學校為拉庫拉庫溪流域唯一提供日本人就讀的學校，其位置是相對於大分甲種蕃童教育所之南邊，設有校長與訓導二位教師，學生則安排在1～3年級共用一間教室，4～6年級與高等科皆共用一間教室，採混合教學。現今兩校皆已不存，原址留下長滿雜草。

### 大分社
大分社原名打訓社，位於南雙頭山東北方約7.85公里處，即拉庫拉庫溪上游右岸一帶，自海拔約1,300公尺至海拔1,970公尺之區域散佈著11處，為大分駐在所管轄。在地圖標示「莫庫拉蕃」一帶則有發現1處外，其餘10處建築群都分佈在拉庫拉庫溪西岸平台上，位於大分駐在所的上方。其建築方式呈山尖形側牆與平砌側牆之結構，且以側牆夾柱的補強工法最為普遍。在現場發現的遺址之中，以Mannavan-9、Mannavan-10皆呈90度相對，其前庭則相互嵌入。Mannavan-26屋架雖塌，但建材尚存，仍能看出其工法，以石瓦板與背牆之結構相接，還有兩道側牆之砌石平整程度，這些都足以見得。

## 生態

### 植物
利用雙向指示種分析法（Twinspan）可將大分地區分析出植被架構與社會分型，並歸納出細葉饅頭果、青剛櫟、臺灣二葉松等優勢物種構成的植物社會。根據楊勝任主持「玉山國家公園東部園區植群生態調查計畫」，在73個樣區之中分析出大分地區存在著杜虹花－臺灣赤楊型、臺灣二葉松－青剛櫟型、江某－青剛櫟型等三種植物社會型。杜虹花－臺灣赤楊型分布於海拔1,321公尺至1,580公尺間，以杜虹花、臺灣赤楊、紅皮、雀梅藤為特徵種，以杜虹花、臺灣赤楊、臺灣二葉松、臺灣山桂花、細葉饅頭果為優勢種。臺灣二葉松－青剛櫟型分布於海拔1,175至1,650公尺間，以青剛櫟、臺灣二葉松、細葉饅頭果、車桑子、金毛杜鵑、黃連木、化香樹為特徵種，以青剛櫟、細葉饅頭果、臺灣二葉松、紅子莢迷、臺灣肉桂為優勢種，該型為大分地區主要的植物社會。江某－青剛櫟型分布於海拔612至1,202公尺間，自山風一直到大分沿線皆屬之，以江某、九芎、玉山紫金牛、小梗木薑子、三葉山香圓、水冬瓜為特徵種，以江某、青剛櫟、三葉山香圓、臺灣肉桂、小梗木薑子、九芎、細葉饅頭果、臺灣山桂花、山枇杷、玉山紫金牛為優勢種。
黃美秀為研究臺灣黑熊而展開植群調查，以大分地區設定在海拔1,200公尺至1,700公尺間為範圍，採用多樣區法（Multiple-plot method）設置31個樣區，共紀錄到53科83屬108種維管束植物，其中喬木層植物49種，草本層植物則包括24種喬木層植物的小苗，故共計83種。植群調查的結果指出，大分地區可切出三種植物社會型：細葉饅頭果－青剛櫟（包括臺灣肉桂－青剛櫟亞型、金毛杜鵑－臺灣二葉松亞型）、短尾葉石櫟－賽山椒型、西施花－狹葉櫟型，以青剛櫟27%高於臺灣二葉松20%之優勢度，並以10棵/100m²為密度單位，青剛櫟的分布密度以24.7高於金毛杜鵑18，其頻度以喬木層樹種而言，則是屬青剛櫟67%最高，臺灣二葉松、細葉饅頭果則皆以44%居次。透過這次的調查，黃美秀整理歸納出大分地區植群分化的原因：海拔、直射光空域、坡度及地形位置，而且在這31個樣區之中發現，細葉饅頭果－青剛櫟就佔了29個樣區，其餘兩種植物社會型卻只各佔1%，如此差異便顯示出細葉饅頭果－青剛櫟的直射光空域是較於其餘兩種植物社會型來得高。

### 動物
周蓮香於1990年7月至1991年6月期間，選擇佳心、黃麻、瓦拉米、多美麗及大分等地為調查點，在六次的野外調查當中，發現大分地區以山羌、臺灣長鬃山羊、臺灣水鹿等大型草食動物居多。以陷阱捕捉方式調查，哺乳類動物則捕捉到黃鼠狼一隻。以慢速與常速穿越的調查紀錄發現，在大分闊闊斯溪兩岸的沖積地留有動物足跡，根據這些蹄印判斷是山羌、臺灣長鬃山羊、臺灣水鹿。由大分沿闊闊斯溪往南行走至Saigong，發現這裡每隔3～5公尺就有臺灣水鹿留下的排遺，其留量遠多於山羌、臺灣長鬃山羊，顯示出大分、賽珂一帶以偶蹄目動物最為活躍。鳥類則以繡眼畫眉、冠羽畫眉、巨嘴鴉、松鴉、毛腳燕、小雨燕為最常見，其中藍腹鷴出沒於多美麗、大分一帶，尤以大分最常佸躍，屬於保育類野生動物。
陳怡君於2002年6月至11月期間，選在海拔約300公尺之南安（步道口）至海拔1320公尺之大分為範圍，採用穿越線與自動攝影的方式調查。在調查結果中發現，山羌、臺灣獼猴、臺灣水鹿、臺灣長鬃山羊、臺灣野豬、鼬獾、刺鼠等動物都在大分出現，臺灣黑熊、黃喉貂、白鼻心等動物則卻在大分周邊出沒，有如此現象可根據目擊紀錄、啃食青剛櫟果實的痕跡以及留下的排遺來看，由於大分設有研究站與提供登山住宿的山屋，顯示出人為的干擾是可能影響到野生動物的活動分布。

## 學術研究

### 青剛櫟
根據楊勝任的野外調查設置325個形相樣點的分布與青剛櫟覆蓋度來繪製，在大山地區以闊闊斯溪兩岸為範圍，劃界於海拔1,000公尺至1,500公尺間，繪製出這505.83公頃的範圍內可知青剛櫟的分布狀況與生長植群之面積。將植物社會劃分出青剛櫟優勢植群型與非青剛櫟優勢植群型兩類，並以非青剛櫟優勢植群型再細分針闊葉混合林、松林、疏林，其結果指出青剛櫟優勢植群型佔45%面積（225.42公頃），非青剛櫟優勢植群型則佔55%面積（280.41公頃），如此差異顯示出大分地區的青剛櫟較於鄰近森林植群，在結果季節可能有機會以大量且高密度的食物資源提供各種動物攝食。
青剛櫟是樹大喜光的樹種，其幼樹稍耐蔭，於3月～7月是抽芽期，4月～10月為幼葉期與展葉期，其間4月～5月會大量落葉，4月～6月則會伴隨著出現開花、凋謝及大量落葉，結果自5月開始，約8月、9月即可見到殼斗與堅果，11月至翌年2月果實已成熟，並以12月最為高峰。它生長環境分布於楠儲林帶、櫟林帶之間，為中低海拔的植群，此區伴生樟科植物、臺灣蘋果、臺灣山枇杷等樹種，它們的果實都供給當地的野生動物，如臺灣黑熊與偶蹄類動物，大分地區成為研究動植物最好的地點。
根據黃美秀的監測大分地區結果量發現，有85%是動物啃食青剛櫟的果實所掉落下來碎片，表示當地的樹上果實是提供給大部分野生動物，其中以哺乳類與鳥類的動物為主。由於青剛櫟的果實大又重，隨著動物的走動而在排遺中生存下來的果實並不多，通常是被其它動物掃除或被昆蟲蛀蝕，又因青剛櫟的果實不耐久儲，最後發霉腐壞而無法抽芽。但是，一旦青剛櫟的果實落定合適環境就會抽芽，往往礙於重量，在無外力借助下，其抽芽的幼苗通常會有母樹效應構成集群分佈。
由於青剛櫟是大分地區的優勢樹種，其植物社會的演替與更新對當地的動物族群有很大的影響，尤以青剛櫟的果實吸引很多動物前來攝食，因此青剛櫟會改變動物族群的活動行為與分布。黃美秀依照研究結果推測，當大分地區的青剛櫟若不受人類砍伐、動物攀折與啃食其果實，以及乾燥的氣候與不定期自然外力，應可能會朝向極盛相發展，其演替趨於穩定而不易被其它植群取代。

### 臺灣黑熊
大分地區主要是以青剛櫟的樹種生長居多，每當秋冬季節是青剛櫟結果熟實的時候，吸引臺灣黑熊前來取食，此時正是臺灣黑熊活躍的時節。研究員汪仁傑在2013年11月20日大分瀑布附近目睹到臺灣黑熊，將拍攝到母熊偕子攀爬青剛櫟的畫面公開給媒體，給眾人留下臺灣黑熊取食青剛櫟之果實的紀錄。根據黃美秀自1998年開始駐紮於大分展開研究，由她多年下來的觀察經驗得知，臺灣黑熊80%是仰賴植物來果腹，而且活躍於大分地區，除非攝食不足，牠才會獵殺像山羌、臺灣水鹿這類的動物。大分地區的青剛櫟、蘋果樹從目視判斷，可知這些樹的樹枝被折斷都是臺灣黑熊曾經攀爬過的跡象，食下的青剛櫟之果實被臺灣黑熊經過消化後，隨著臺灣黑熊的活動分布，由於排遺內含有未能消化的果實，因此能就地萌芽生長，使青剛櫟可隨著牠的活動而向外擴展其植群，臺灣黑熊對大分地區的植物不僅會破壞，還具有提供種子傳播的功能。
玉山國家公園管理處根據歷年研究來估計，臺灣黑熊族群活躍於大分地區的數量大約在130隻至224隻，由於這是透過公式推算得來的數據，所以實際的族群數量可能會是更少。玉山國家公園尚未設立之前，早期都受到漢文化的影響，不少獵人為取得熊掌而獵殺臺灣黑熊。玉山國家公園設立後，從每年平均5隻的獵殺數量已減少到每年平均3隻。根據1998年至2000年的研究期間，黃美秀在大分地區誘捕繫放15隻臺灣黑熊，以人造衛星項圈、直升機追蹤等方式紀錄，顯示出臺灣黑熊一年之中活動範圍從30平方公里到200平方公里，這已超出玉山國家公園的保護範圍，並且發現之前繫放這15隻臺灣黑熊，其中就有8隻是因為陷阱而斷掌。

## 交通
大分地處中央山脈東側，為玉山國家公園的核心地區，距離瓦拉米步道口有40公里遠，唯一道路是日治時期留下的八通關越嶺道，沿這條道路徒步入山得耗費3天時間抵達，因此路程遙遠。因大分位居佳心以西，這裡全屬入山管制區，必須配備齊全登山裝備與足夠存糧，事先向玉山國家公園管理處申請入山證，才能進入大分山區。
八通關越嶺道是自日治時期開通以來，一直是大分聯絡沿線各地的唯一交通。自大分往山下即向東行進，可直達瓦拉米步道口，然後接上臺30線公路可與南安遊客中心、南安警察小隊聯繫，也是通往玉里市區的主要道路。在大分從事生態研究的工作者也是藉由八通關越嶺道抵達。自大分往山上順八通關越嶺道行進，可直達翻越中央山脈主稜之鞍部——「大水窟」，自此可選擇向南、向北開始縱走中央山脈，又或繼續循八通關越嶺道之路線下山，最終可達南投東埔，再由投60線接上新中橫公路，便能向外聯繫各地。

## 設施
大分吊橋

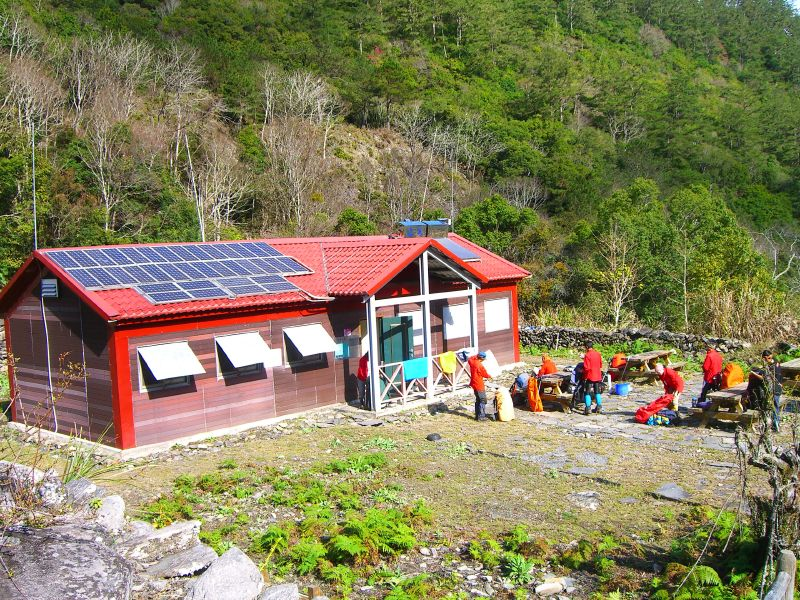
大分山屋是一棟在大分山區兼具儲藏、住宿、研究、避難等多功能的設施。

大分吊橋位於闊闊斯溪谷之上，橫跨闊闊斯溪，連接哈哈比與大分兩地之橋樑。第一代的橋長100公尺，距溪底約50公尺，橋塔以檜木製成，主索由8號線絞纜而成，是於1920年為八通關越嶺道而興建之橋樑。第二代的橋長75公尺，橋塔以鋼管搭建，主索採鋼纜建造，自兩端的橋塔上方繞過，再向下紮入地底，以預力地錨錨座固定主索，是於2003年玉山國家公園管理處為取代舊橋而改建完成之橋樑。
大分研究站
大分研究站原為簡易搭建的工寮，是為研究臺灣黑熊而設立的研究工作站，臺灣黑熊研究小組自1998年進駐以來，一直在大分進行野外調查。2000年，玉山國家公園管理處才興建大分山屋，內部設置研究工作室，以取代原先以工寮搭建的大分研究站，其餘陳設皆與大分山屋共用。
大分山屋
大分山屋位於海拔1,320公尺平坦的河階台地上，原址為日治時期大分駐在所。2000年興建完工，總面積42平方公尺。大分山屋的內部空間可容納20人，並陳設太陽能熱水爐、廚房、插電孔，一應俱全。電力仰賴太陽能供電，並備有廁所。外觀屋簷呈紅色，其建材由鋼骨架構而成，外牆由高密度聚乙烯建成。山屋的門窗為了防止台灣黑熊進入破壞，更是使用厚重可開式鐵板防護。由於建造時，大分山屋是朝向多功能之用途進行內部規劃設計，因此提供儲藏室與研究工作室，既可提供登山住宿，亦能做為研究工作的場所。因戶外腹地寬廣，故有提供直昇機做為停機坪使用。

## 解
1. ↑  根據《圖5-1 新中橫公路卓麓至大分段沿線動態地形及潛在不穩定地層區分佈》顯示，新中橫公路計畫先南至耶西洛，橫跨闊闊斯溪支流，再向北之闊闊斯溪另一支流，再呈⊂路線橫跨，抵達63K位置是位於大分之西北方，其位置並未深入大分的河階台地，仍緊鄰山勢而闢，但63K里程點已是新中橫公路距離大分最近之處[5]。
2. ↑  1988年之前，玉里玉山線預定路線是沿八通關古道闢建，新聞媒體則誤將日人闢建的「八通關越道路」當成是清代吳光亮開闢的「中路」，直到楊南郡在1988年完成全線探勘後，大水窟以東的八通關古道路線是在拉庫拉庫溪北岸更北方的位置，而且總共有三條不同路線，與公布的玉里玉山線預定路線是有一大路段沒接觸到清代吳光亮開闢的中路[17][18][19]。
3. 1 2 3  根據《新台灣新聞週刊》報導指出：「一九九九年，玉山國家公園正式委託台灣師範大學野生動物研究室進行台灣黑熊研究，黃美秀等人親身入大分山區作長期的野外調查……[21]」，但根據《屏東科技大學人物誌》介紹：「1998年至2000年，黃美秀老師在玉山國家公園大分地區，第一次在野外成功誘捕繫放15隻台灣黑熊，並且創下第一次利用人造衛星項圈紀錄器、以直升機追蹤台灣黑熊等紀錄……[22]」，顯示出《新台灣新聞週刊》報導可能有誤，再根據《玉山國家公園台灣黑熊族群生態及遺傳狀況評估研究（1/4）》記載：「自1998年以來，大分地區已成為台灣黑熊生態研究的重要根據地……[8]」，由此可知大分應為1998年開始有出現研究活動，並設立研究工作站。
4. 1 2 3  另有記載是2002年[23]。
5. 1 2  海拔1,320公尺是根據《八二粁一四五米》書中記載[2]。除此之外，仍有許多不同記載：《第三次通盤檢討》記載1,265公尺；《八通關越嶺古道設施回顧與展望》記載舊記載原為1,363公尺，經實際測量為1,320公尺[24][27]。
6. ↑  由於全文並未指出現今的地名，根據第359頁顯示《新中橫公路（玉山線）東段沿線地質圖》標示「塔峯」位置，與林一宏著作《八二粁一四五米》在第15頁顯示〈拉庫拉庫溪流域圖〉標示「大分」位置接近，又對照內政部發行《花蓮縣卓溪鄉行政區域圖》顯示「大分」位置也接近，僅能從中比對出可能，但在尚無文獻確認之前，無法得知大分是否為塔峯[1][2][30]。雖是如此，本條目仍然收錄塔峯的地質之記載，以未免漏網而缺予讀者閱覽。
7. ↑  原文記載：「Belemnites樣化石（黃鐵礦化）出現於塔峯層上部板岩中。[30]」翻查《雙語詞彙、學術名詞暨辭書資訊網》得知Belemnites在地質學名詞是稱為「箭石」[31]。
8. ↑  根據《表2-2 地層概述表》顯示，與《玉山國家公園地理、地質景觀資源調查》第27頁顯示〈地層概述表〉相同，僅地層名稱略有差異[27][29]。
9. ↑  八通關越嶺道在本條目是指日治時期闢建於拉庫拉庫溪南岸之路線，與北岸之清代吳光亮闢建中路是不同路線、不同年代，玉山國家公園將八通關古道納入史蹟保存區，便是指清代留下的中路，即俗稱「八通關古道」[2][33]。
10. ↑  經由稻垣啟二口述得知，出入迎送之地會有地藏王菩薩，凡警員調遣升任、貴賓高官巡視都必須全員整裝，並在此列隊迎接或歡送，因此這裡是大分地區的玄關[12]。
11. ↑  Saigong出自林淵源口述[36]。根據《八二粁一四五米》記載Saigu，中文譯名「賽珂」[2]。由於Saigong與Saigu發音相近，不知Saigong是否指賽珂？
12. ↑  極盛相指群落當發展到穩定階段，演替不再有所進展，此刻的林下幼苗不易存活，林外物種不易進駐生長，如此社會結構便是極盛[38]。
13. ↑  投60線是東埔唯一道路，距離新中橫公路約8公里車程[41]。